# بولین (ویرجینیای غربی)
بولین (به انگلیسی: Bowlin) یک منطقهٔ مسکونی در ایالات متحده آمریکا است که در شهرستان فایت، ویرجینیای غربی واقع شده‌است. بولین ۶۳۴٫۹۱ متر بالاتر از سطح دریا واقع شده‌است.